# Eunotia smithiae
Eunotia smithiae är en kiselalgsart som beskrevs av Main. Eunotia smithiae ingår i släktet Eunotia, och familjen Eunotiaceae. Inga underarter finns listade i Catalogue of Life.